# Welcome to Rainbow
Welcome to Rainbow è un singolo del DJ e cantante svedese Basshunter, pubblicato nel 2006.

## Tracce
Tutte le tracce sono state scritte da Jonas Altberg.

1. Welcome to Rainbow (Original Mix) – 5:06
2. Welcome to Rainbow (Hardstyle Remix) – 5:29
3. Evil Beat (Bonus Track) – 3:30
4. Boten Anna (Bonus Track) – 4:48